# Gynoplistia bispica
Gynoplistia bispica là một loài ruồi trong họ Limoniidae. Chúng phân bố ở miền Australasia.